# Mount Owen (Nieuw-Zeeland)
Mount Owen is een 1875 meter hoge berg op het Zuidereiland van Nieuw-Zeeland in de buurt van Murchison, aan de zuidkant van het Nationale park Kahurangi.